# يوهان كونراد أمان
يوهان كونراد أمان هو مدرس وطبيب هولندي وسويسري، ولد في 7 فبراير 1669 في شافهاوزن في سويسرا، وتوفي في 1724 في Warmond ‏ في هولندا.